# Pionierroute
De Pionierroute is een bewegwijzerde toeristische autoroute in Vlaanderen. De 75,6 km lange route is bewegwijzerd met bruin-witte zeshoekige borden. De route loopt langs Zonnebeke, Wervik, Mesen. 